# Etxahun
Pierre Topet, ou plus connu sous son pseudonyme Etxahun-Barkoxe (Etchahoun), né le 26 juillet 1786 et mort le 17 janvier 1862 à Barcus, est un poète et bertsolari basque français de langue basque. Il est l'un des mythes littéraires les plus vivants de la production moderne et contemporaine du domaine basque. Pour Pierre Lhande, artiste souffrant et fécond, Etxahun est le "Villon ou le Verlaine de la littérature basque". 

## Biographie
Selon ses vers autobiographiques, Etxahun n'a pas eu une vie facile. Il a une enfance malheureuse, parce que, comme il le raconte dans Etxahunen bizitzaren khantoria (Chanson de la vie d'Etxahun), il reçut peu d'affection pour « avoir été créé avec si peu de beauté » (« edertasunez pobre nintzalako sortu »). 
On peut résumer sa vie à la lecture notamment de la thèse extrêmement documentée de Jean Haritschelhar dont la présente biographie est la synthèse.

### L'amour de jeunesse
Il commence à travailler à la ferme à 10 ou 12 ans, après avoir appris des rudiments de français et d'écriture à l'école.
À 17 ans, il tombe amoureux d'une jeune fille qui sert dans la ferme familiale ETXAHUNIA, dénommée Marie Rospide (ou Arrospide), qui accouchera d'un garçon en février 1804, prénommé Jean, qui sera déclaré par le père d'Etxahun, maître de maison, avec la mention "père inconnu".
Les parents et l'oncle du futur poète -  qui est également son parrain sans enfant -  le menacent de le renier et de le déshériter (il est l'aîné des garçons) s'il ne renonce pas à son projet de mariage avec celle qu'il aimait, et dont le tort était d'être dépourvue de dot.
Il tergiverse et continue à la voir en cachette, à la suite de quoi son parrain, qui a plusieurs fermes, le déshérite au profit de son frère puîné, Joseph.
Puis, menacé d'être chassé de la maison paternelle, il finit par céder, désespéré, suicidaire, et rompt avec son aimée.

### La mariage malheureux
À 21 ans, le 26 juillet 1808, il épouse, contraint, la jeune femme que lui a choisi son père, Engrâce Pelento, elle-même amoureuse d'un autre homme. Elle est âgée de trois ans de plus que lui, nièce de l'abbé Harritchabalet de Saint Engrâce, et issue d'une famille aisée. Etxahun devient dans le même temps l'héritier de la Maison ETXAHUNIA. 
Six enfants naissent de cette union orageuse entre 1809 et 1821, dont deux meurent en bas âge. Au cours de cette décennie, Etxahun se brouille avec son père et ses frères et sœurs avec lesquels il est en procès au sujet de questions d'héritage à la suite de la disparition de son plus jeune frère Joseph au cours des guerres napoléoniennes.

### Une première peine de prison et une évasion
Il est emprisonné une première fois à la suite d'une rixe avec un créancier au cours de laquelle les deux hommes en vinrent aux mains. Etxahun le blesse d'un coup de hache, selon lui porté pour se défendre. 
Etxahun, informé en prison de la gestion de ses affaires à son détriment et au profit notamment de ses frères et sœurs et de son premier voisin Jean Hegoburu-Héguiaphal, amant de son épouse, parvient à s'évader de la prison de Saint Palais en 1822. 
Il est repris par les gendarmes à Barcus, selon lui sur dénonciation de son épouse, et est condamné en 1823 à deux années d'emprisonnement par le Tribunal de Saint Palais. Il fait appel et est rejugé par la Cour de Pau qui confirme le jugement. Le temps passé en préventive n'étant pas décompté, il purge sa peine à la prison d'Agen jusqu'en 1825, dans des conditions difficiles, son état de santé déjà fragile s'y dégradant.
Au moment d'être libéré en mars 1826, il fait l'objet d'une détention supplémentaire pour avoir mis en circulation un faux Louis d'or, ce qu'il conteste. Il attribue cet incident à une dénonciation de son père et de sa femme. L'affaire fait finalement l'objet d'un non lieu et il finit par être libéré en 1827, après 5 années d'emprisonnement.

### Le premier retour à Barcus, la tentative d'assassinat, l'incendie et les premiers vers
À son retour à ETXAHUNIA, sa femme le quitte avec deux de ses enfants, et il constate la perte d'une importante part de ses biens, partagés par sa famille. Envahi de sentiments de colère et de jalousie, il a une altercation avec Héguiaphal. 
La nuit du premier mai 1827, à proximité de la ferme d'Héguiaphal, sur le pont de Chocot qui enjambe le ruisseau Erreca-carre, un coup de feu est tiré et blesse grièvement Dominique Etchegoyen, un ami d'Etxahun, à la poitrine et au bras gauche, perforés d'éclats d'étain. Il ne voit pas son agresseur. Il sera secouru et sauvé par le docteur Alcat.   
Tous les soupçons pèsent sur le poète qui pendant plusieurs semaines part vivre avec des amis bergers en montagne.
Le juge de Paix de Mauléon, Monsieur Deffis enquête brièvement et lance contre lui un mandat de dépôt le 29 juin 1827 pour "assassinat". Cela étant, il n'est pas suivi par le Procureur du Roi qui estime quant à lui les charges insuffisantes, en l'absence de témoignage direct. La Chambre du Conseil du Tribunal ordonne donc l'interruption des poursuites par décision du 5 septembre 1827.  Prudent, le lendemain, il passe un acte devant notaire à Tardets pour transférer la propriété d'ETXAHUNIA au beau frère de son épouse, afin par ce montage de préserver son patrimoine au profit de ses enfants pour le cas où les choses tourneraient mal. 
Dès lors, il n'a plus aucun bien dont il puisse tirer un revenu. Ruiné et rejeté par sa famille, il disparaît alors dans les montagnes.
C'est dans ces circonstances qu'une des fermes appartenant à son rival Héguiaphal, est incendiée à Barcus dans la nuit du 23 au 24 octobre 1827, et que les soupçons, une fois de plus, se tournent vers lui. Mais il est innocenté par le témoignage d'amis bergers avec lesquels il a passé la soirée à Saint Engrâce, ce qui n'empêchera pas le jugement populaire de considérer avec une certaine admiration qu'il ait pu faire le déplacement aller retour en une nuit. C'est à cette époque qu'il compose la chanson pleine d'un romantisme désespéré "Mundian Malesurik"  en compagnie de bergers, notamment Pierre Ondarçuhu et de Ayharcet, qui la recopieront et la diffuseront.
Mais un verset du texte est interprété comme un aveu: "Bestek eraman dik hik behar kolpia, Bena küpera diok orano hartzia" ( "un autre a emporté le coup que tu devais recevoir, mais tu pourrais encore récupérer la redevance" selon la traduction du RP Pierre Lhande et de l'abbé Jean Larrasquet).   

### Le premier procès aux assises: il sauve sa tête
Le juge d'instruction Monsieur Deffis se procure une copie du poème et fait enfermer Etxahun à la prison de Saint-Palais au mois de février 1828. Etxahun est interrogé et nie farouchement toute implication dans l'agression de Dominique Etxegoyen. Au contraire, il donne sa version et accuse formellement Héguiaphal d'avoir tiré le coup de fusil en pensant l'atteindre. Il reconnait avoir été présent sur les lieux le soir fatidique, mais indique qu'il cherchait à surprendre les amants en délit d'adultère pour pouvoir obtenir le divorce. Son rival l'aurait reconnu et serait rentré précipitamment dans sa ferme, ce sur quoi, prenant peur, Etxahun se serait enfui avant d'entendre une détonation dans la nuit.
Concernant la strophe litigieuse de sa composition, il restitue le sens qu'il convient de lui donner: Mon ennemi tu as une femme dont tu aurais pu te contenter sans rechercher la mienne. Un autre a reçu le coup que tu aurais bien mérité; mais tôt ou tard tu recevras ton lot.
De nombreux témoins tardifs sont entendus à charge. Certains affirment l'avoir vu fondre de l'étain le jour de l'attaque, d'autres qu'il aurait menacé Héguiaphal d'un coup de couteau, d'autres enfin qu'il aurait cherché à acheter le témoignage de la victime. Cette dernière retrouve la mémoire et affirme désormais le reconnaître comme son agresseur après avoir affirmé le contraire dans sa première déposition.
C'est assez pour convaincre le procureur du roi de sa culpabilité. Le 3 juillet 1828, il réclame le renvoi d'Etxahun devant la Cour d'Assises de Pau pour tentative d'assassinat avec préméditation et guet-apens.
Curieusement, avant son départ pour Pau, le juge Deffis, qui semble s'être pris d'affection pour Etxahun, lui rend visite et l'encourage, ce qui lui vaudra de faire l'objet de mots de reconnaissance dans le chant Musde Deffis.
Etxahun demande au bâtonnier de Pau, Maître Lombard, de le défendre, ce qu'il accepte. Le journal de Pau, le Mémorial Béarnais vont suivre l'affaire qui va défier la chronique et attirer un nombreux public, notamment féminin.
Contrairement à la plupart des témoins qui ne parlent que basque, Etxahun refuse l'interprète qui lui est proposé, craignant que l'on déforme sa pensée. Le journaliste qui assiste à l'audience le décrit ainsi: Après que les diverses formalités prescrites par la Loi ont été remplies, il se lève et répond avec précision à toutes les questions qui lui sont adressées. Peu familiarisé avec la langue française, il emprunte des circonvolutions et des images hardies à l'idiome basque et son langage gagne à ce mélange je ne sais quoi d'original et d'énergique... L'accusé expose avec simplicité les malheurs de sa vie.
Il poursuit ensuite C'est ainsi qu'Etxahun repoussait les charges qui lui étaient opposées, et qu'il combattait les diverses dépositions qu'il pouvait craindre avec une force de raisonnement dont nous regrettons de ne pouvoir donner même une faible idée. Passant avec rapidité aux sentiments les plus opposés, on le voyait, tour à tour, exprimant la fougue de l'imagination, et tantôt une gaîté paisible pleine de bonhomie et de je ne sais quoi d'enfantin. 
Personne ne l'a jamais vu avec un fusil et l'arme n'est pas retrouvée.
Son métayer qui le déteste affirme à l'audience qu'Etxahun lui aurait proposé de tuer dix personnes pour 30 écus, ce à quoi Etxahun réplique, narquois, qu'il en oubliait une. Interpellé, l'accusateur lui demanda qui, ce à quoi Etxahun lui répliqua vous, avant d'éclater de rire, mettant les rieurs de son côté.
Il rappelle avec malice que Dominique Etchegoyen, la victime de 38 ans qui finalement l'accusait, lui avait demandé la main de sa fille de 17 ans, qu'il lui avait refusée.
Lors de la déposition de Héguiaphal, la confrontation fut brutale. Aux dires du journaliste, Etxahun sort vainqueur de la confrontation épique: Scélérat, s'est-il bientôt écrié ne pouvant plus se contenir, tu es la cause de ma perte et de celle de ma famille! Tu as profité de la faiblesse de ma femme, tu couchais dans mes linceuls et moi j'étais gisant sur la paille des cachots où vous vouliez me faire périr; tu buvais mon vin et tu mangeais mes jambons, tandis que je n'avais que de l'eau et un pain que j'arrosais de mes larmes: tu n'es pas satisfait cependant encore! Scélérat, tu devrais être à ma place!.  
Si le procureur reste convaincu de la culpabilité de l'accusé dont il réclame la mise à mort, les juges et les jurés ne le suivent pas, convaincus après la plaidoirie du Bâtonnier Lombard, d'un complot ourdi contre Etxahun : il est déclaré non coupable et acquitté par un arrêt du 19 août 1828, à la satisfaction d'une salle d'audience comble.

### Le deuxième retour à Barcus et le pèlerinage à Rome
De retour à Barcus, il a tout perdu, son patrimoine, sa femme et ses enfants qui ne veulent plus le voir. Il vit semble -t-il à Ordiarp, et compose des vers, notamment "Bi berset dolosurik" en 1831, aux termes desquels il supplie son rival de quitter sa femme, à qui il déclare tout pardonner.
C'est alors qu'il décide de réaliser un ancien vœu fait en prison, faire un pèlerinage à Rome. Il recommande ses enfants au docteur Alcat auquel il dédie un couplet reconnaissant. Son voyage dura environ une année, au cours de laquelle, ayant perdu son passeport et vivant de mendicité, il affirma avoir connu de nombreuses prisons...(d'après lui 55 au cours de son existence!).
Il rentre à Barcus en 1832 et tente, avec un certain succès malgré de nombreux procès familiaux, de se réconcilier avec sa famille et d'apurer la succession de ses parents et de son parrain décédés. 
Entretemps, son histoire singulière, ses écrits, ses improvisations, ses chansons satiriques l'ont fait connaître. Sur recommandation du Procureur du Roi Monsieur Clérisse, l'écrivain Ernest Legouvé souhaite le rencontrer, mais n'y parviendra pas, ce qui explique le poème qui lui est consacré "Musde Legouvé" écrit en 1833. Il est souvent invité dans les mariages pour exprimer ses talents.
Son fils Joseph Topet - Etxahun se marie en 1839 et est institué héritier d'ETXAHUNIA.

### Saint-Jacques de Compostelle et le second procès aux assises
Mais un différend subsiste entre Etxhahun et son frère Jean au sujet de questions d'héritage et de la ferme Topetia: il dépose contre le poète et Joannes Ihitssar qui s'est fait passé pour lui devant le notaire de Mauléon pour effectuer une cession fictive, une plainte pour faux en écriture publique et substitution de personne en 1842. Etxahun choisit opportunément ce moment pour partir en pèlerinage à Saint-Jacques de Compostelle. Il est alors condamné par contumace, par la cour d'assises de Pau, à dix années de travaux forcés au mois de mai 1843, ses biens étant placés sous séquestre. Son fils Joseph rachète alors Etxahunia à la barre du tribunal, peu avant le retour de son père d'Espagne, en 1845.
La rupture est alors consommée, tant avec son frère qu'avec son fils aîné, qui lui refuse toute hospitalité. Seule sa femme le prend en pitié et lui donne des vêtements en cachette. Il finit par être repéré par les gendarmes et incarcéré à Pau le 11 août 1845. Il est amaigri, sa barbe est blanche, il porte des lunettes. À l'audience de la cour d'assises où il est rejugé, il porte selon l'article de La Semaine des Pyrénées du 20 août 1845 un mantelet en toile cirée parsemé de croix, de médailles et de coquilles. Il est poète et pèlerin. Le journaliste ironise : ce n'est pas son premier pèlerinage en Cour d'Assises. Son avocat Maître Lamaignère va plaider la folie, mais les réponses de l'accusé démontrent le contraire. Toutefois, le charme opère et les jurés vont se montrer cléments, en ramenant la peine de dix ans de travaux forcés à trois ans de prison.
Mais cela ne suffit pas pour l'artiste qui se pourvoit en cassation, avec succès puisque l'arrêt est cassé pour vice de forme le 11 septembre 1845. C'est à la cour d'assises des Landes à Mont-de-Marsan qu'il va donc appartenir de juger Etxahun, qui va raconter sa vie, ses malheurs, son pèlerinage à Rome, sa rencontre avec le Saint Père qui l'a relevé et donné sa bénédiction.
Selon Jean Haritschelhar, il se compose un personnage. Le journaliste qui relate le procès  note que sa langue est pourvue au moins d'autant d'activité que ses jambes ... C'est un véritable torrent dont il est impossible de suivre la marche. Cette fois-ci défendu par Maître Lefrancs, qui va plaider qu'il y a dans cette organisation, une case pour l'intelligence, et une autre pour la folie, il obtient une décision inespérée d'un jury acquis à sa cause: vu les circonstances atténuantes, la peine est ramenée à deux années de prison. 
Etxahun se pourvoit malgré tout en cassation, mais le recours est rejeté le 20 décembre 1845.

### Le dernier retour à Barcus, la naissance d'un mythe
Libéré le 20 décembre 1847, il retourne à Barcus et, usé, âgé de 62 ans renonce à son métier de berger  . Il est recueilli par l'un de ses frères, Jean-Pierre, à la maison dite Lascaray à Garindein, propriété de Monsieur Basterreche de Tardets. Son fils Joseph est condamné à lui verser une maigre rente annuelle de 150 francs, et il complète ses ressources en mendiant ou en vendant sa prose.
Ainsi, il compose une chanson électorale pour son compatriote Augustin Chaho, précurseur du nationalisme basque et auteur de la célèbre formule zazpiak bat, qui défend les humbles aux élections législatives de 1848. Il fera de même pour Michel Renaud, représentant du peuple à l'Assemblée . 
En 1850, à la suite d'une dispute avec son frère qui l'héberge, il se retrouve à la rue et loge dans le grenier à foin des époux Elissagaray. Il a de nombreux ennemis, et est violemment agressé la nuit du 21 au 22 novembre 1850, grièvement blessé à l’œil d'un coup de crosse de pistolet, et dévalisé de ses quelques souvenirs, selon lui par son neveu qui, interrogé le lendemain, va nier farouchement toute implication en traitant son oncle de menteur "aux mauvais antécédents". Le jeune homme qui se prénomme comme lui Pierre et porte le nom de Topet sera acquitté par la Cour d'Assises des Basses Pyrénées le 28 février 1851.
Le poète, désormais borgne, va continuer à composer des poèmes, dont certains satiriques d'une certaine violence à l'encontre des prêtres de Barcus et d'Esquiule ayant refusé de l'entendre en confession ou l'ayant chassé de l'église,.
Il perd sa femme et son gendre en 1855 lors de l'épidémie de choléra qui affecte durement la Soule. Les dernières années de sa vie, il passe beaucoup de temps à Saint Engrâce, où il enseigne aux enfants des rudiments d'écriture et de catéchisme, et est hébergé par le benjamin de ses fils, Pierre, puis par l’aîné Joseph avec lequel il se réconcilie en 1861. Il meurt donc à ETXAHUNIA, le 17 janvier 1862, à l'emplacement où il est né 75 ans plus tôt. Selon un témoignage familial, ses notes et cahiers sont brûlés peu auparavant, soit par désir de pénitence, soit sur ordre du curé de Barcus.  
L'homme cède alors la place à la Légende. 
Le chroniqueur du Mémorial des Pyrénées écrivait de lui le 3 mars 1851: " Le vieillard de Garindein se nomme, Etchaon, nom éminemment euphonique et qu'on dirait emprunté au doux frémissement d'une harpe éolienne. Lors qu’assis au soleil sous les haillons de la misère il fredonne ses refrains composés en langue d'Escualdunac, on le prendrait pour un de ces vieux rapsodes qui charmaient jadis les peuplades de l'Hellenie".  
Son histoire tragique l'a rendu célèbre parmi tous les auteurs romantiques en Europe, d'ailleurs Adelbert von Chamisso lui consacra un poème (Etchehons Klage). Selon Jean Casenave, « Paradoxalement, sa fortune littéraire est inversement proportionnelle à celle de sa déchéance sociale. Rendu célèbre par son talent d'improvisateur (koblakari-bertsolari) au-delà des frontières de sa province de Soule au cours de sa longue vie (1786-1862) : il connaît une période d'oubli relatif durant la deuxième moitié du XIXe siècle. Cependant, sous l'impulsion de son compatriote souletin Pierre Lhande, il entre dans le panthéon littéraire au début du XXe siècle (1923) jusqu'à se voir honoré par l'association Eskualzaleen Biltzarra en 1948. Consacré comme un poète d'envergure par la thèse de Jean Haritschelhar qui démontre qu'il ne faut pas le cantonner parmi les versificateurs et improvisateurs de second rang, il est promu personnage de fiction dès la fin de la seconde guerre mondiale en devenant un héros de roman, de pastorale et de pièce de théâtre.. » 

## Le génie propre d'Etxahun
Pour ses premiers biographes le Pierre Lhande et Jean Larrasquet, La langue d'Etxahun est toujours rebelle à la traduction en style plus ou moins français: avant d'exprimer sa phrase, il l'a pensée d'abord en bon langage barcusien, à tel point que l'expression est souvent purement intraduisible en français(...). 
Le style d'Etxahun lui est tellement personnel qu'il est absolument impossible de ne le point reconnaître, à première vue. Sa marque par excellence est la concision. Sa phrase ne s'étale point avec complaisance. Elle est toujours resserrée, brève, nette, à ellipses, se terminant toujours par un mot à l'emporte pièce (...) la phrase etchahunienne se fait remarquer par les tournures propres au parler de Barcus, ou plutôt à des manières extrêmement élégantes de s'exprimer dans les temps passés, secret pour amener des rimes des plus heureuses. 
Nombre de ses manuscrits sont visibles au musée basque de Bayonne.

### Poèmes autobiographiques
- Urxapal bat ;
- Mundian malerusik ;
- Bi bertset dolorusik ;
- Etxahunen bizitziaren khantoria ;
- Ahaide delezius huntan.

### Poèmes satiriques
- Ofizialarenak ;
- Gaztalondo handian ;
- Bi ahizpak, Maria Solt eta Kastero ;
- Barkoxeko eliza, Musde Tiraz.

### Collection
- Piarra Topet Etxahun. Bertso bilduma (zuberoera-batua), 1987, Elkar ;
- Koplak, 2000, Hiria.

### Biographie - poésie
- Le poète Pierre Topet dit Echahun et ses œuvres, 1946, Eskualzaleen Biltzarra;
- Le poète souletin Pierre Topet-Etchahun 1786-1862, Jean Haritschelhar, 1969 ;
- L’œuvre poétique de Pierre Topet-Etxahun, Jean Haritschelhar, 1970, Ellacuria.